# Aenigmopteris pulchra
Aenigmopteris pulchra är en ormbunkeart som först beskrevs av Edwin Bingham Copeland, och fick sitt nu gällande namn av Holtt. Aenigmopteris pulchra ingår i släktet Aenigmopteris och familjen Tectariaceae. Inga underarter finns listade.